# Wilfried Wester-Ebbinghaus
Wilfried Wester-Ebbinghaus (* 17. Januar 1947 in Bielefeld; † 12. Juli 1993 in der Nordsee) war von 1986 bis zu seinem Tod Professor für Photogrammetrie und Kartographie an der TU Braunschweig.

## Leben
Wester-Ebbinghaus besuchte die Schule in Bielefeld. 
1968 begann er das Studium des Vermessungswesens an der Universität Bonn, das er 1973 als Diplom-Ingenieur abschloss. 
Im Anschluss wurde er wissenschaftlicher Mitarbeiter am Institut für Photogrammetrie der Universität Bonn, wo er zum Dr.-Ing. promoviert wurde. 
Titel seiner Dissertation war Zur Verfahrensentwicklung in der Nahbereichsphotogrammetrie. 
1983 erfolgte die Habilitation mit der Schrift Einzelpunkt-Selbstkalibrierung – ein Beitrag zur Feldkalibrierung von Aufnahmekammern. 
Im gleichen Jahr wurde er Professor an der Universität Hannover sowie anschließend 1986 Professor für Photogrammetrie und Kartographie an der TU Braunschweig. 
Seine Hauptarbeitsgebiete waren die Nahbereichsphotogrammetrie, die digitale Photogrammetrie, Entwicklungen von „Teilmesskameras“ sowie die System-Kalibrierung.

## Schriften
- Zur Verfahrensentwicklung in der Nahbereichsphotogrammetrie. (Dissertation, Rheinische Friedrich-Wilhelms-Universität zu Bonn), Bonn 1981, OCLC 255985802.
- Einzelstandpunkt-Selbstkalibrierung – ein Beitrag zur Feldkalibrierung von Aufnahmekammern. (Habilitationsschrift, Rheinische Friedrich-Wilhelms-Universität zu Bonn, 1982.) Bayerische Akademie der Wissenschaften in Kommission bei der C.H. Beck’schen Verlagsbuchhandlung, München 1983, ISBN 3-769-69339-6.

| Personendaten    | Personendaten               |
| ---------------- | --------------------------- |
| NAME             | Wester-Ebbinghaus, Wilfried |
| KURZBESCHREIBUNG | deutscher Hochschullehrer   |
| GEBURTSDATUM     | 17. Januar 1947             |
| GEBURTSORT       | Bielefeld                   |
| STERBEDATUM      | 12. Juli 1993               |
| STERBEORT        | Nordsee                     |